# Formamide
Le formamide est un amide provenant de l'acide formique. À température ambiante, il  se présente comme un liquide incolore et légèrement visqueux, proche de la consistance de la glycérine. C'est un solvant hygroscopique et un réducteur d'odeur proche de celle de l'ammoniac. Il peut se transformer en acide cyanhydrique s'il est soumis à des températures supérieures à 90 °C.
À des températures supérieures à 200 °C, le formamide se transforme en acide cyanhydrique, ammoniac, monoxyde de carbone et eau. Le formamide pourrait jouer un rôle clé dans la formation des molécules complexes à l'origine du vivant.

## Données physiques complémentaires
- densité de vapeur : 1,55 (air = 1)
- pression de vaporisation : 0,08 mmHg (11 Pa) à 20 °C
- point éclair : 154 °C
- pKa : 23,5
- se décompose à partir de 180 °C pour donner de l'eau, de l'ammoniac, du monoxyde de carbone et du cyanure d'hydrogène

## Production
La réaction entre l'acide formique et l'ammoniac produit du formiate d'ammonium, lequel peut conduire sous l'action de la chaleur au formamide :
HCOOH + NH3 → HCOONH4
HCOONH4 → HCONH2 + H2O

## Utilisations
Le formamide est utilisé dans les applications suivantes :
- Fabrication de l'acide formique, de l'acide cyanhydrique ou de dérivés de triazines ;
- Agent de filage (copolymères de l'acrylonitrile), solvant, durcisseur et plastifiant dans la fabrication de matières plastiques
- Colles ;
- Solvant dans les encres, peintures et vernis ou la fabrication de cuirs synthétiques ;
- Émulsifiant, inhibiteur de corrosion, additif pour huiles lubrifiantes et fluides hydrauliques,
- Solvant d'extraction ;
- Produits pharmaceutiques et produits fongicides et pesticides ;
- Synthèse de vitamines ;
- Réactif analytique de laboratoire : déstabilisation des acides nucléiques (rupture des liaisons hydrogène entre les bases) ;
- Tampon favorisant la séparation et l'ionisation de composés apolaires dans les techniques séparatives analytiques, par exemple : chromatographie en phase liquide couplée à la spectrométrie de Masse en Tandem (HPLC - ESI -MS/MS).
- Synthèse du 3,4-méthylènedioxyamphétamine (MDA) (psychotrope);